# Reginhard
Reginhard ist ein mittelalterlicher männlicher Vorname.

## Herkunft und Bedeutung
Im Althochdeutschen bedeutete regin, ragin Rat, Versammlung und harti stark, hart.
Es entwickelte sich daraus der Name Reinhard.

## Namensträger
- Reginhard von Lüttich († 1037), Bischof von Lüttich (1025–1037)
- Reginhard von Siegburg († 1105), Abt von Michelsberg
- Reginhard (Hersfeld) (* vor 1070;† 1114), Abt der Reichsabtei Hersfeld (1102–1114)
- Reginhard von Abenberg (* um 1120; † 1186), Bischof von Würzburg (1171–1186)